# Onithochiton noemiae
Onithochiton noemiae är en blötdjursart som först beskrevs av de Rochebrune 1884.  Onithochiton noemiae ingår i släktet Onithochiton och familjen Chitonidae.
Artens utbredningsområde är Nya Kaledonien. Inga underarter finns listade i Catalogue of Life.